# 강명구 (건축가)
강명구(姜明求, 1917년~2000년)는 대한민국의 건축가이다.

## 생애
서울 출신이다. 1940년 일본 와세다 대학 부속공업학교 건축과 졸업. 1943년-1946년 조선주택영단(朝鮮住宅營團) 설계부 기사로서 재직. 1946년 이후 설계사무소를 자영했다. 1954년 미국 뉴욕의 웹 앤드 놉 건축회사에서 설계에 종사했으며, 1955년 홍익대학교 강사로 재직하여, 1961년에 조교수가 되었다. 1956년 대한 미술협회 이사, 1956년-1963년 국전 심사위원, 1957년 한국건축가협회 이사, 1961년 국회의사당 건설위원 및 대한주택영단 주택건설위원, 1962년 예술인 총연합회(1961) 등을 역임했으며, 1960년 제3차 국제조형회의에 한국대표로 참석한 바도 있다. 주요 작품으로 〈예총회관〉, 〈제일은행 광주지점〉, 〈서울대학교 농대 기숙사〉, 〈해무지청〉, <청주시청> 등이 있다.

## 같이 보기
- 한국의 건축가 목록